# 王世强 (1927年)
王世强（1927年—2018年），男，直隶（今河北）石家庄（一作衡水）人，中国数学家，曾任北京师范大学数学系教授、博士生导师。